# Finn-Ole Heinrich

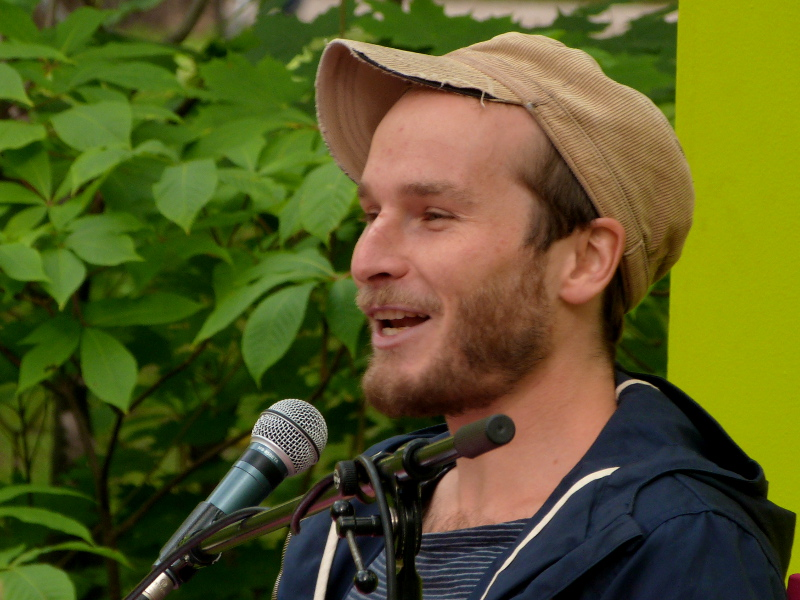
Finn-Ole Heinrich beim Erlanger Poetenfest 2013

Finn-Ole Heinrich (* 13. September 1982 in Henstedt-Ulzburg, Schleswig-Holstein) ist ein deutscher Schriftsteller und Filmemacher. Für sein Buch Frerk, du Zwerg! wurde er 2012 mit dem Deutschen Jugendliteraturpreis ausgezeichnet. Heinrich lebt und arbeitet gemeinsam mit seiner Partnerin Dita Zipfel in Berlin und Südfrankreich.

## Leben und Werk
Heinrich wuchs in Cuxhaven auf. 2002 absolvierte er das Abitur am Amandus-Abendroth-Gymnasium und war Stipendiat des Literatur Labor Wolfenbüttel. Nach dem Zivildienst begann er ein Filmregie-Studium in Hannover, das er 2008 mit Diplom abschloss. Nebenbei hatte er in Erfurt für vier Monate von April bis August 2008 das dortige Stadtschreiber-Stipendium inne. Außerdem nahm er an dem deutschen Nachwuchsfilmfestival Werkstatt der Jungen Filmszene teil. Nach einigen Jahren in Hamburg lebt er heute in Berlin und in Südfrankreich.
Als Lesebühnen-Performer war Heinrich 2003 als Vertreter Hamburgs und 2004 für Oldenburg bei den deutschsprachigen Poetry-Slam-Meisterschaften.
Im Hamburger mairisch Verlag erschien 2005 sein Erzählband die taschen voll wasser.
Im Herbst 2007 kam der Roman Räuberhände heraus. Der Romanerstling schildert die Freundschaft zwischen zwei Jungen: einem aus einem intakten und einem aus einem krisengeschüttelten Elternhaus. Kurz nach dem Abitur machen sie sich in einem Akt des Aufbruchs gemeinsam auf den Weg nach Istanbul. In drei parallelen Handlungssträngen werden Atmosphären und Gefühlsebenen in den unterschiedlichen Milieus abgebildet. In Kritiken wurden Heinrichs Texte vielfach als „filmisch“ bezeichnet, so etwa in einer Besprechung der taz. Das Buch war in den Jahren 2013 und 2014 Abiturpflichtthema an allen Hamburger Schulen, kam 2013 auf die Theaterbühnen und wurde 2020 verfilmt.
2009 legte Heinrich gleich zwei Veröffentlichungen vor: Den Erzählband Gestern war auch schon ein Tag sowie das Hörbuch Auf meine Kappe. In beiden beschäftigt er sich vertieft mit Figuren, die am Rande der Gesellschaft stehen oder Schicksalsschläge zu bewältigen haben.
2010 folgte dann eine gemeinsame Tour und CD-Veröffentlichung (Du drehst den Kopf, ich dreh den Kopf) mit dem Musiker Spaceman Spiff.
2011 erschien Heinrichs erstes Kinderbuch, Frerk, du Zwerg!, das 2012 den Deutschen Jugendliteraturpreis in der Kategorie Kinderbuch gewann. Ein Opernfassung des Buches feierte im September 2012 auf dem internationalen literaturfestival berlin Premiere. Dort war er außerdem Jurymitglied der Auszeichnung Das außergewöhnliche Buch. Frerk, du Zwerg! ist inzwischen auch in koreanischer Übersetzung erschienen.
Mit Die erstaunlichen Abenteuer der Maulina Schmitt – Mein kaputtes Königreich erscheint 2013 Heinrichs zweites Kinderbuch, der erste Teil einer Trilogie. Mit Die erstaunlichen Abenteuer der Maulina Schmitt – Warten auf Wunder (Frühjahr 2014) und Die erstaunlichen Abenteuer der Maulina Schmitt – Ende des Universums (Herbst 2014) wurden vom Hanser Verlag bereits Teil zwei und drei der Trilogie um Maulina Schmitt veröffentlicht.
Am 16. August 2013 fand die Uraufführung von Räuberhände unter der Regie von Anne Lenk im Thalia Theater „Gaußstraße“ Hamburg statt. Sie war ein Publikumserfolg.
Seit 2017 erschienen mehrere Kinderbücher von Heinrich im mairisch Verlag: Trecker kommt mit (2017, gemeinsam mit Dita Zipfel, Illustrationen von Halina Kirschner), Die Reise zum Mittelpunkt des Waldes (2018, Illustrationen von Rán Flygenring), Schlafen wie die Rüben (2021, gemeinsam mit Dita Zipfel, Illustrationen von Tine Schulz), Bosco Rübe rast durchs Jahr (2022, gemeinsam mit Dita Zipfel, Illustrationen von Tine Schulz).
Heinrich ist auch als Filmemacher und Drehbuchautor aktiv. Sein Debüt auf 16 mm, die ordnung der dinge, wurde ausgezeichnet mit dem Deutschen Jugendvideopreis 2005. Der zweiminütige Video-Clip Flummi lief auf vielen Kurzfilm-Festivals im deutschsprachigen Raum. Er wurde Sieger-Beitrag des Passauer Kurzfilmfestes, Preisträger beim Internationalen Kurzfilmfestival Magdeburg Halbbilder und kam in den Endausscheid zum Kurzfilm des Jahres. Sein 16-minütiger Dokumentarfilm nicht an einem tisch entstand als Seminar-Arbeit und handelt von einem seit langem geschiedenen Paar aus der 1968er-Generation, Heinrichs Eltern. Die Jury beim Bundesfestival Video 2007 Rencontres internationales Paris/Berlin/Madrid erkannte ihm dafür 2007 den Hauptpreis, dotiert mit 1000 Euro, zu. Der Kurzfilm Fliegen mit Sandra Hüller in der Hauptrolle, zu dem Heinrich das Drehbuch schrieb, gewann diverse internationale Auszeichnungen und wurde auf der Berlinale 2009 gezeigt.
Heinrich tritt nicht nur alleine auf, sondern auch in Kombination mit verschiedenen anderen Künstlern, wie dem Unsortierten Orchester Oldenburg oder Spaceman Spiff.
2021 gründeten Dita Zipfel und Finn-Ole Heinrich das Verlagsprojekt Huckepack.

## Werke

### Bücher
- 2005: die taschen voll wasser. mairisch Verlag, Hamburg, ISBN 978-3-938539-01-9, Erzählungen
- 2007: Räuberhände. mairisch Verlag, Hamburg, ISBN 978-3-938539-08-8; 2010 auch als Taschenbuch bei btb erschienen, Roman
- 2009: Gestern war auch schon ein Tag. mairisch Verlag, Hamburg, ISBN 978-3-938539-14-9; 2012 auch als Taschenbuch bei btb erschienen, Erzählungen
- 2011: Frerk, du Zwerg!, Bloomsbury, Berlin, Illustrationen von Rán Flygenring, ISBN 978-3-8270-5476-0, Roman mit Illustrationen von Rán Flygenring
- 2013: Die erstaunlichen Abenteuer der Maulina Schmitt – Mein kaputtes Königreich, Hanser, München, Illustrationen von Rán Flygenring, ISBN 978-3-446-24304-0, Roman mit Illustrationen
- 2013: Helm auf, in: Finn-Ole Heinrich und Carlos Rodrigues Gesualdi: Y entonces? Und nun?, Amiguitos – Sprachen für Kinder (Hamburg / Mallorca), ISBN 978-3-943079-17-3, Kurzgeschichte.
- 2014: Die erstaunlichen Abenteuer der Maulina Schmitt – Warten auf Wunder, Hanser, München, Illustrationen von Rán Flygenring, Roman mit Illustrationen.
- 2014: Die erstaunlichen Abenteuer der Maulina Schmitt – Ende des Universums, Hanser, München, Illustrationen von Rán Flygenring, Roman mit Illustrationen.
- 2017: Trecker kommt mit, illustriertes Kinderbuch, mairisch Verlag, Hamburg, ISBN 978-3-938539-48-4, Co-Autorin: Dita Zipfel, Illustrationen von Halina Kirschner.
- 2018: Die Reise zum Mittelpunkt des Waldes, illustrierter Roman für Kinder und Erwachsene, mairisch Verlag, Hamburg, ISBN 978-3-938539-51-4, Illustrationen von Rán Flygenring.
- 2021: Schlafen wie die Rüben, illustriertes Kinderbuch, mairisch Verlag, Hamburg ISBN 978-3-948722-04-3, Co-Autorin: Dita Zipfel, Illustrationen von Tine Schulz.
- 2022: Bosco Rübe rast durchs Jahr, illustriertes Kinderbuch, mairisch Verlag, Hamburg ISBN 978-3-948722-21-0, Co-Autorin: Dita Zipfel, Illustrationen von Tine Schulz.
- 2023: Rüben und Raketen. Eine ökkelige Silvestergeschichte, illustriertes Kinderbuch, mairisch Verlag, Hamburg ISBN 978-3-948722-30-2, Co-Autorin: Dita Zipfel, Illustrationen von Tine Schulz.
- 2025: Aali muss los, illustriertes Kinderbuch, mairisch Verlag, Hamburg ISBN 978-3-948722-48-7, Co-Autorin: Dita Zipfel, Illustrationen von Nele Brönner.

### Hörbücher
- 2009: Auf meine Kappe, mairisch Verlag, Hamburg, ISBN 978-3-938539-13-2, Erzählungen
- 2010: Du drehst den Kopf, ich dreh den Kopf, mairisch Verlag, Hamburg, ISBN 978-3-938539-17-0, Erzählungen, Musik: Spaceman Spiff
- 2011: Frerk, du Zwerg!, Hörcompany, Hamburg, ISBN 978-3-942587-14-3.
- 2013: Die erstaunlichen Abenteuer der Maulina Schmitt – Mein kaputtes Königreich, Hörcompany, Hamburg, ISBN 978-3-942587-59-4, eingesprochen von Sandra Hüller
- 2013: Räuberhände, mairisch Verlag, Hamburg, ISBN 978-3-938539-27-9, Roman
- 2014: Die erstaunlichen Abenteuer der Maulina Schmitt – Warten auf Wunder, Hörcompany, Hamburg, ISBN 978-3-942587-68-6, eingesprochen von Sandra Hüller
- 2015: Die erstaunlichen Abenteuer der Maulina Schmitt – Ende des Universums, Hörcompany, Hamburg, ISBN 978-3-942587-80-8, eingesprochen von Sandra Hüller

### Theaterstücke
- 2012: Uraufführung der Opernfassung von Frerk, du Zwerg! in der Neuköllner Oper im Rahmen des 12. Internationalen Literaturfestivals Berlin
- 2013: Uraufführung von Räuberhände am Thalia Theater in Hamburg am 16. August, Regie: Anne Lenk[14]
- 2014: Uraufführung der Bühnenfassung von Frerk, du Zwerg! im Next Liberty in Graz am 5. April, Regie: Michael Schilhan[15]
- 2015: Uraufführung der Bühnenfassung von Die erstaunlichen Abenteuer der Maulina Schmitt im Oldenburgischen Staatstheater am 17. Mai 2015, Regie: Isabel Osthues[16]
- 2015: Uraufführung von Die Reise zum Mittelpunkt des Waldes, Württembergische Landesbühne Esslingen in Koproduktion mit dem Theater Freiburg am 20. September 2015, Regie: Benedikt Grubel
- 2018: Uraufführung von Wenn wir tanzen, summt die Welt, Monsun-Theater Hamburg am 24. Februar 2018, Regie: Cora Sachs[17]
- 2023: Uraufführung von Es rappelt im Karton, Theater Freiburg am 18. Februar 2023, Regie: Gesa Bering[18]

### Drehbücher
- 2006: Flummi (Kurzfilm)
- 2009: Fliegen (Kurzfilm)
- 2020: König der Raben
- 2021: Räuberhände

## Nominierungen, Auszeichnungen, Stipendien, Festivalteilnahmen
- 2002: Stipendiat des Literatur Labor Wolfenbüttel
- 2002: Preisträger Treffen Junger Autoren der Berliner Festspiele
- 2003: 2. Preis des Bayerisch-Schwäbischen Literaturpreises[19]
- 2005: Deutscher Jugendvideopreis für die ordnung der dinge
- 2005: 1. Preis der Buchmesse im Ried[20]
- 2006: Wannsee-Literaturpreis
- 2007: Preis der Hamburger Kulturbehörde[21]
- 2007: Hattinger Förderpreis für junge Literatur[22]
- 2007: 1. Preis beim Bundesfestival Video der Generationen[23]
- 2008: Stadtschreiber in Erfurt[24]
- 2008: Publikumspreis des MDR-Literaturpreises[25]
- 2008: Förderpreis zum Nicolas-Born-Preis[26]
- 2008: Bremer Netzresidenz 2008[27]
- 2008: Kranichsteiner Literatur-Förderpreis[28]
- 2009: Märkisches Stipendium für Literatur[29]
- 2009: Hamburger Förderpreis für Literatur[30]
- 2011: Otterndorfer Stadtschreiber[31]
- 2012: Preis der Autoren, zusammen mit Spaceman Spiff[32]
- 2012: Writer in residence für das Goethe-Institut in Reykjavík[33]
- 2012: Heinrich-Heine-Stipendium Lüneburg[34]
- 2012: Deutscher Jugendliteraturpreis in der Kategorie Kinderbuch für Frerk, du Zwerg!
- 2013: Comburg-Stipendium Schwäbisch Hall[35]
- 2013: Förderstipendium zum Lessing-Preis der Freien und Hansestadt Hamburg[36]
- 2013: Nominierung für den Deutschen Hörbuchpreis für Die erstaunlichen Abenteuer der Maulina Schmitt - Mein kaputtes Königreich
- 2014: Deutsch-Französischer Jugendliteraturpreis für Die erstaunlichen Abenteuer der Maulina Schmitt - Mein kaputtes Königreich
- 2014: Luchs des Jahres für die Trilogie Die erstaunlichen Abenteuer der Maulina Schmitt, zusammen mit Rán Flygenring[37][38]
- 2014: Hamburger Tüddelband[39]
- 2017: Hamburger Förderpreis für Literatur
- 2018: Thomas-Strittmatter-Drehbuchpreis